# 圣巴尔纳贝 (葡萄牙)
圣巴尔纳贝是葡萄牙贝雅区的一个堂区。总面积140.64平方公里，总人口791人，人口密度5.6人/平方公里。